# Енкамп (футбольний клуб)
«Енкамп» (кат. Futbol Club Encamp) — професіональний андоррський футбольний клуб із селища Енкамп, заснований 1950 року. 

## Досягнення
- Прімера Дівізіо
  -  Чемпіон (2): 1995/96, 2001/02
  -  Срібний призер (1): 2002/03

- Копа Констітусіо
  -  Фіналіст (1): 1999/2000

- Сегона Дівісіо
  -  Чемпіон (3): 2005/06, 2008/09, 2011/12

## Відомі тренери
- Віктор Сантос (2002—2003)
- Оскар Гуерреро Санчо (2014—н.ч.)